# ميشلين أهارونيان ماركوم
ميشلين أهارونيان ماركوم (بالإنجليزية: Micheline Aharonian Marcom)‏ (مواليد 1968) روائية أمريكية.

## الحياة والعمل
ولدت ميشلين أهارونيان ماركوم في الظهران بالمملكة العربية السعودية في عام 1968 من أب أمريكي وأم أرمنية لبنانية. نشأت في لوس انجليس ولكن عندما كنت طفلة في السنوات التي سبقت الحرب الأهلية اللبنانية فقد كانت تمضي الصيف في بيروت مع عائلة والدتها.
أول كتاب لها وبداية الروايات الثلاثية هو ثلاث تفاحات سقطت من السماء في عام 2001 وتدور أحداثها في تركيا من 1915 إلى 1917 وتصور مذابح الأرمن من قبل الدولة العثمانية. اختيرت الرواية كإحدى أفضل كتب العام من قبل كل من واشنطن بوست ولوس أنجلوس تايمز. كتابها الثاني في الثلاثية بعنوان أحلام يقظة فتى في عام 2004 الذي حقق لها زمالة لانان الأدبية 2004 فضلا عن جائزة بين/الولايات المتحدة الأمريكية للرواية عام 2005 وتدور حول أحد الناجين في منتصف العمر من الإبادة الجماعية الذي يعيش في فترة الستينات في بيروت التي تواجه الانهيار. الجزء الثالث من الثلاثية بعنوان تصريف البحر في عام 2008 هو نقد عنيف عن تورط أمريكا في الحرب الأهلية الغواتيمالية.
رواية ماركوم الرابعة كان عنوانها الأصلي حافة الحب المقتبسة من قصة كلاريس ليسبكتور أنا ذاهبة إلى هذا المكان وقد نشر رواية ماركوم شركة أرشيف دالكي للطباعة حيث حملت عنوان المرآة في البئر في عام 2008.
نشرت كتابها الخامس تاريخ موجز للنعم في يونيو 2013 من قبل شركة أرشيف دالكي للطباعة.
في عام 2008 قامت ماركوم بالتدريس في جامعة هايكازيان في بيروت على منحة فولبرايت. حاليا تدرس الكتابة الإبداعية في كلية ميلز وهي أيضا عضو في هيئة تدريس كلية غودارد في برنامج الكتابة الإبداعية. تعيش في ولاية كاليفورنيا.

## الجوائز
- جائزة زمالة فناني الولايات المتحدة (2012).
- جائزة وايتنج (2006).
- جائزة بين/الولايات المتحدة الأمريكية للرواية (2005).
- زمالة مؤسسة لانان الأدبية (2004).

## المنشورات
- أسطورة الإبادة الجماعية. كلية ميلز. 1999. أطروحة الماجستير.
- ثلاثة تفاحات سقطت من السماء. كتب المنبع. 2001. ISBN 978-1-57322-915-9.
- أحلام يقظة صبي. كتب المنبع. 2004. ISBN 978-1-59448-075-1.
- تجفيف البحر. كتب المنبع. 2008. ISBN 978-1-59448-973-0.
- المرآة في البئر. أرشيف دالكي للطباعة. 2008. ISBN 978-1-56478-511-4.
- تاريخ موجز للنعم. أرشيف دالكي للطباعة. 2013. ISBN 978-1-56478-849-8